# Oliver Heldens
Oliver Heldens (* 1. Februar 1995 in Rotterdam als Olivier Heldens), auch bekannt als HI-LO, ist ein niederländischer DJ und Produzent des Deep House, Tech House und Future House. 2014 erlangte er mit der Single Gecko internationale Bekanntheit.

## Karriere
Heldens’ Musikkarriere startete 2013, als ihn Spinnin’ Records, eines der größten und erfolgreichsten Labels der elektronischen Musik, unter Vertrag nahm. Zunächst veröffentlichte er vor allem Electro- und Progressive-House-Tracks, die auch von bekannten DJs wie Hardwell, Nicky Romero und Tiësto unterstützt wurden. Er schickte seinen Track Gecko einigen Freunden, die ihn überzeugten, den Song zu verbreiten. So schickte Heldens Tiësto die Single, der sie auf seinem Label Musical Freedom veröffentlichen und sich mit dem Produzenten treffen wollte.
Am 30. Dezember 2013 veröffentlichte Heldens dann den Track Gecko, mit dem er die Charts in Frankreich, Belgien und den Niederlanden erreichte. Etwa einen Monat später erhielt Gecko die Auszeichnung als „Essential New Tune“ des britischen DJs und Radiomoderators Pete Tong.
Im Januar 2014 führte Heldens „Heldeep Mixtape“ auf seiner offiziellen SoundCloud-Seite ein. Dabei handelt es sich um eine in unregelmäßigen Zeitabständen erscheinende Mix-Serie mit Musik, wie sie der DJ auch live spielen würde. Im Juni 2014 präsentierte Heldens eine weitere Mix-Serie mit dem Namen „Heldeep Radio“. Der wöchentlich erscheinende Podcast beinhaltet Musik aus verschiedenen Richtungen der Electronic Dance Music, wie Deep-, Tech- und Future-House.
Mit einer um Gesang von Becky Hill erweiterten, Ende Juni 2014 veröffentlichten, Version mit dem Namen Gecko (Overdrive) erreichte er im Juli 2014 Platz 1 der britischen Top 40 und konnte im August 2014 auch in die deutschsprachigen Charts einsteigen.
Am 16. Juli 2014 veröffentlichte Heldens seine Single Koala. Auch sie erreichte die Charts in Belgien und den Niederlanden. Am 7. Dezember 2014 wurde eine zweite, um Gesang von KStewart erweiterte, Version mit dem Namen Last All Night (Koala) veröffentlicht. Sie erreichte Platz 5 der britischen Single-Charts.

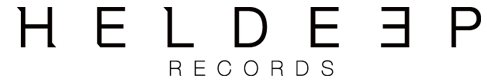
Logo seines Labels Heldeep Records

Weitere Veröffentlichungen gab es 2014 mit Sander van Doorn (THIS) und Mr. Belt & Wezol (Pikachu). Erwähnenswert sind außerdem seine Remixe von A Sky Full of Stars (Coldplay) sowie Can't Stop Playing (Gregor Salto & Dr. Kucho!).
Im Jahr 2014 erreichte Heldens mit Platz 34 zum ersten Mal eine Platzierung im DJ Mag Top 100. Im Jahr 2019 erreichte er seine bisherige beste Platzierung mit Platz 7.
Im Juli 2015 gab Heldens bekannt, dass er hinter dem Pseudonym HI-LO steckt und sein eigenes Label namens Heldeep Records gegründet hat. Seit 2015 publiziert Heldens regelmäßig neue Songs auf seinem Label und gilt als einer der populärsten Future-House-DJs.

## Diskografie

### EPs
- 2014: CR2 Presents Oliver Heldens[8]

### Singles
| Jahr | Titel Album              | Höchstplatzierung, Gesamtwochen, AuszeichnungChartplatzierungen (Jahr, Titel, Album, Platzierungen, Wochen, Auszeichnungen, Anmerkungen) | Höchstplatzierung, Gesamtwochen, AuszeichnungChartplatzierungen (Jahr, Titel, Album, Platzierungen, Wochen, Auszeichnungen, Anmerkungen) | Höchstplatzierung, Gesamtwochen, AuszeichnungChartplatzierungen (Jahr, Titel, Album, Platzierungen, Wochen, Auszeichnungen, Anmerkungen) | Höchstplatzierung, Gesamtwochen, AuszeichnungChartplatzierungen (Jahr, Titel, Album, Platzierungen, Wochen, Auszeichnungen, Anmerkungen) | Höchstplatzierung, Gesamtwochen, AuszeichnungChartplatzierungen (Jahr, Titel, Album, Platzierungen, Wochen, Auszeichnungen, Anmerkungen) | Höchstplatzierung, Gesamtwochen, AuszeichnungChartplatzierungen (Jahr, Titel, Album, Platzierungen, Wochen, Auszeichnungen, Anmerkungen) | Anmerkungen                                                                                 |
| Jahr | Titel Album              | DE | AT | CH | NL | UK | Dance | Anmerkungen                                                                                 |
| ---- | ------------------------ | --- | --- | --- | --- | --- | --- | ------------------------------------------------------------------------------------------- |
| 2013 | Gecko –                  | — | — | — | NL34 (4 Wo.)NL | — | — | Erstveröffentlichung: 30. Dezember 2013                                                     |
| 2014 | Gecko (Overdrive) –      | DE23 Gold · (21 Wo.)DE | AT35 (9 Wo.)AT | CH23 (9 Wo.)CH | — | UK1 ×3Dreifachplatin · (31 Wo.)UK | Dance33 (16 Wo.)Dance | Erstveröffentlichung: 3. Juni 2014 Verkäufe: + 2.075.000; mit Becky Hill                    |
| 2014 | Koala –                  | — | — | — | NL30 (8 Wo.)NL | — | — | Erstveröffentlichung: 4. August 2014                                                        |
| 2014 | Last All Night (Koala) – | DE53 (2 Wo.)DE | AT67 (1 Wo.)AT | — | — | UK5 Silber · (10 Wo.)UK | — | Erstveröffentlichung: 8. Dezember 2014 Verkäufe: + 200.000; feat. KStewart                  |
| 2015 | Shades of Grey –         | — | — | — | NL30 (5 Wo.)NL | — | — | Erstveröffentlichung: 28. August 2015 mit Shaun Frank feat. Delaney Jane                    |
| 2016 | The Right Song –         | — | — | — | NL35 (3 Wo.)NL | UK39 Gold · (13 Wo.)UK | Dance22 (15 Wo.)Dance | Erstveröffentlichung: 22. Januar 2016 Verkäufe: + 400.000; mit Tiësto feat. Natalie La Rose |
| 2018 | Fire in My Soul –        | — | — | — | — | — | Dance18 (11 Wo.)Dance | Erstveröffentlichung: 26. Oktober 2018 Verkäufe: + 25.000; feat. Shungudzo                  |
| 2019 | Turn Me On –             | DE18 Platin · (25 Wo.)DE | AT58 Platin · (3 Wo.)AT | CH38 Gold · (17 Wo.)CH | NL22 (15 Wo.)NL | UK12 Platin · (19 Wo.)UK | Dance11 (20 Wo.)Dance | Erstveröffentlichung: 13. September 2019 Verkäufe: + 1.215.000; mit Riton feat. Vula        |
| 2020 | Details –                | — | — | — | — | — | Dance50 (2 Wo.)Dance | Erstveröffentlichung: 17. April 2020 mit Boy Matthews                                       |
| 2020 | Set Me Free –            | — | — | — | — | — | Dance40 (2 Wo.)Dance | Erstveröffentlichung: 6. November 2020 mit Party Pupils feat. Max                           |

Weitere Singles

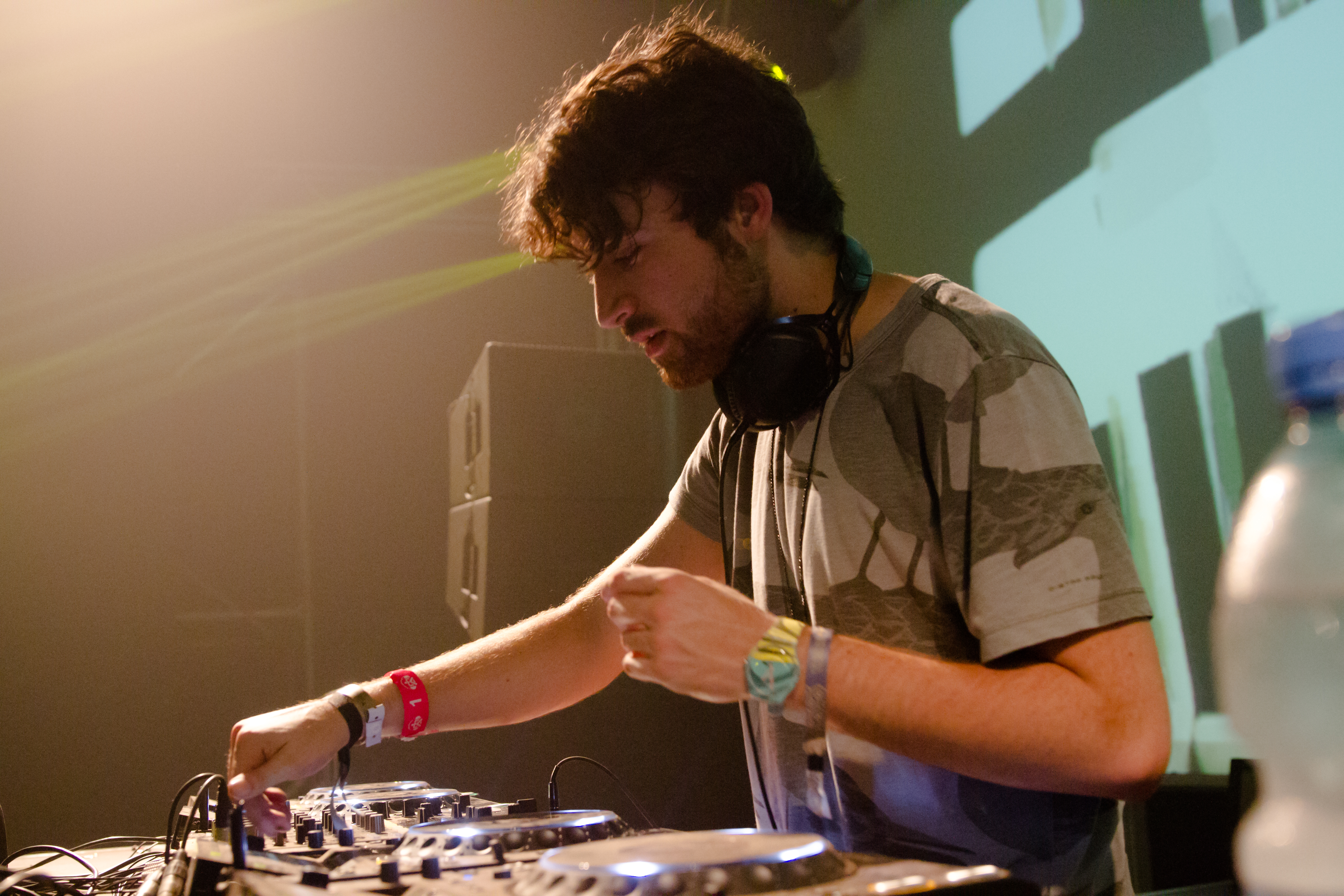
Oliver Heldens auf der Airbeat One 2015

| - 2013: Stinger - 2013: Juggernaut - 2013: Striker - 2013: Thumper (mit Jacob van Hage) - 2013: Triumph (mit Julian Calor) - 2013: Buzzer - 2013: Onyva (feat. Alvar & Millas) - 2013: Javelin (mit Martin Mayne) - 2014: Panther (mit Robby East) - 2014: Dance (mit Josec & Rafa) - 2014: This (mit Sander van Doorn) - 2014: Pikachu (mit Mr. Belt & Wezol) - 2015: You Know (mit Zeds Dead) - 2015: Melody - 2015: Bunnydance - 2015: Renegade Mastah (als HI-LO) - 2015: Crank It Up (als HI-LO) - 2015: Wappy Flirt (als HI-LO) - 2015: MHATLP (als HI-LO mit Da Hool) - 2015: Wombass (mit Tiësto) - 2015: Ooh La La (als HI-LO) - 2016: Waiting (mit Throttle) - 2016: Ghost (feat. The Rumors) - 2016: Space Sheep (mit Chocolate Puma) - 2016: Flamingo - 2016: Steam Train (als HI-LO mit Chocolate Puma) - 2016: Good Life (feat. Ida Corr) - 2016: WTF (als HI-LO mit Sander van Doorn) - 2017: I Don’t Wanna Go Home | - 2017: The Answer (Oliver Heldens Edit) (als HI-LO) - 2017: Ibiza 77 (Can You Feel It) - 2017: Alien Technology (als HI-LO mit ALOK) - 2017: What the Funk (mit Danny Shah) - 2017: Men on Mars (als HI-LO) - 2018: Love Vibrations (als HI-LO mit Dada Life) - 2018: Best Friend (Remix) (mit Sofi Tukker feat. Nervo, The Knocks & Alisa Ueno) - 2018: King Kong (HI-LO Touch) - 2018: Riverside 2099 (mit Sidney Samson) - 2018: Impulse (als HI-LO feat. Mike Cervello) - 2019: This Groove (mit Lenno) - 2019: Summer Lover (feat. Devin & Nile Rodgers) - 2019: Cucumba (mit Moguai) - 2019: LazerX999 (als HI-LO mit Chocolate Puma) - 2019: Poseidon (als HI-LO) - 2019: Aquarius - 2020: The G.O.A.T. (mit Mesto) - 2020: Take A Chance - 2020: Ting Ting Ting (mit Itzy) - 2020: Rave Machine (mit Rowetta) - 2020: Break This Habit (feat. Kiko Bun) - 2020: Kronos (als HI-LO) - 2021: Athena (als HI-LO) - 2021: Zapados - 2021: Saw of Olympus (als HI-LO mit Reinier Zonneveld) - 2021: Hades (als HI-LO mit T78) - 2021: Check (als HI-LO mit Will Clarke) - 2023: 10 Out Of 10 (mit Kylie Minogue) |

### Remixe
- 2013: The Unlikely Candidates – Follow My Feet
- 2013: Martin Garrix – Animals
- 2013: Calvin Harris & Alesso – Under Control (Bootleg)
- 2014: Robin Thicke – Feel Good
- 2014: Disclosure feat. Sam Smith – Latch
- 2014: Coldplay – A Sky Full of Stars
- 2014: Hill Cess – Vintage
- 2014: Gregor Salto & Dr. Kucho! – Can’t Stop Playing
- 2014: The Voyagers feat. Haris – A Lot Like Love
- 2014: Tiësto feat. DBX – Light Years Away
- 2015: Gregor Salto & Dr. Kucho! feat. Ane Brun – Can’t Stop Playing (Makes Me High)
- 2015: Lady Bee feat. Rochelle – Return of the Mack
- 2015: Calvin Harris feat. Ellie Goulding – Outside
- 2015: Oliver Heldens & Da Hool – MHATLP (als HI-LO)
- 2016: G-Eazy & Bebe Rexha – Me, Myself & I
- 2016: Moby – Go (als HI-LO)
- 2016: The Chainsmokers feat. Phoebe Ryan – All We Know
- 2017: HI-LO – The Answer
- 2017: Katy Perry feat. Skip Marley – Chained to the Rhythm
- 2017: Jamiroquai – Superfresh
- 2017: Aevion – The Journey
- 2017: Charlie Puth – Attention
- 2018: Oliver Heldens – King Kong (Hi-Lo Touch)
- 2018: Calvin Harris & Dua Lipa – One Kiss
- 2018: David Guetta feat. Anne-Marie – Don’t Leave Me Alone
- 2018: Chic – Le Freak
- 2019: Y2K & bbno$ – Lalala
- 2020: SZA & Justin Timberlake – The Other Side
- 2023: Shantel – Bucovina 2023

## Auszeichnungen für Musikverkäufe
| Goldene Schallplatte - Belgien - 2020: für die Single Turn Me On - Dänemark - 2022: für die Single Turn Me On - 2024: für die Single Gecko (Overdrive) - Italien - 2020: für die Single Turn Me On - Polen - 2020: für die Single Turn Me On - 2024: für die Single Fire in My Soul - Spanien - 2024: für die Single Turn Me On | Platin-Schallplatte - Australien - 2020: für die Single Turn Me On - Frankreich - 2023: für die Single Turn Me On - Neuseeland - 2021: für die Single Gecko (Overdrive) |

Anmerkung: Auszeichnungen in Ländern aus den Charttabellen bzw. Chartboxen sind in ebendiesen zu finden.
| Land/RegionAuszeichnungen für Musikverkäufe (Land/Region, Auszeichnungen, Verkäufe, Quellen) | Silber  | Gold       | Platin     | Verkäufe  | Quellen             |
| -------------------------------------------------------------------------------------------- | ------- | ---------- | ---------- | --------- | ------------------- |
| Australien (ARIA)                                                                            | —       | —          | Platin1    | 70.000    | aria.com.au         |
| Belgien (BRMA)                                                                               | —       | Gold1      | —          | 20.000    | ultratop.be         |
| Dänemark (IFPI)                                                                              | —       | 2× Gold2   | —          | 90.000    | ifpi.dk             |
| Deutschland (BVMI)                                                                           | —       | Gold1      | Platin1    | 600.000   | musikindustrie.de   |
| Frankreich (SNEP)                                                                            | —       | —          | Platin1    | 200.000   | snepmusique.com     |
| Italien (FIMI)                                                                               | —       | Gold1      | —          | 35.000    | fimi.it             |
| Neuseeland (RMNZ)                                                                            | —       | —          | Platin1    | 30.000    | radioscope.co.nz    |
| Österreich (IFPI)                                                                            | —       | —          | Platin1    | 30.000    | ifpi.at             |
| Polen (ZPAV)                                                                                 | —       | 2× Gold2   | —          | 35.000    | olis.pl             |
| Schweiz (IFPI)                                                                               | —       | Gold1      | —          | 10.000    | hitparade.ch        |
| Spanien (Promusicae)                                                                         | —       | Gold1      | —          | 30.000    | elportaldemusica.es |
| Vereinigtes Königreich (BPI)                                                                 | Silber1 | Gold1      | 4× Platin4 | 3.000.000 | bpi.co.uk           |
| Insgesamt                                                                                    | Silber1 | 10× Gold10 | 9× Platin9 |           |                     |